# Rhaphidostegium caespitosum
Rhaphidostegium caespitosum là một loài rêu trong họ Sematophyllaceae. Loài này được (Hedw.) Besch. mô tả khoa học đầu tiên năm 1876.